# Pohodništvo
Pohodništvo je hoja za rekreacijo predvsem v predalpske hribovju, lahko tudi na dolge razdalje.
V Kanadi in Združenih državah Amerike je pohodništvo (angleško hiking, nemško wandern) izraz za premagovanje daljših razdalj na pešpoteh v naravi, sprehajanje (angleško walking) pa se razume kot gibanje na krajših razdaljah, običajno v poseljenih krajih ali bližini le-teh. Nekoliko drugače je v Veliki Britaniji in na Irskem, kjer sprehajanje opisuje vse oblike proste hoje, tako sprehode po parkih, kot tudi pohode v visokogorju. Izraz pohodništvo se lahko v Veliki Britaniji uporabi tudi v povezavi s plezanjem in planinarjenjem. Na Novi Zelandiji pravijo daljšim pohodom popotništvo (angleško tramping). 
Po svetu je vse bolj priljubljeno, številna združenja pa ugotavljajo, da imajo vse oblike pohodništva mnogo pozitivnih učinkov na zdravje človeka in ljudi spodbujajo h gibanju v naravi ali urbanem okolju.  

### Sorodni izrazi
V Združenih državah Amerike, v Kanadi, na Irskem in Veliki Britaniji imenujejo "pohodništvo" rekreativno hojo po pešpoteh in brezpotjih. Dnevni pohod pomeni pohodniško aktivnost, ki jo zaključimo v toku dneva. V severnem delu Anglije, na območju narodnih parkov Lake District in Yorkshire Dales hojo po hribih imenujejo tudi hribohodstvo (angleško fell walking), Slovencem pa je bolj domač izraz planinarjenje.
Avstralski izraz za pohodništvo je bushwhaching. Ta izraz opisuje hojo po brezpotju, skozi goste gozdove, podrast ali grmovje, kjer je treba za nadaljevanje poti fizično umikati rastlinje. V ekstremnih primerih, ko je rastlinje preveč gosto in za človeka neprehodno, si ljudje z orodjem (najbolj pogosto z mačeto) pomagajo utirati pot.
Popotništvo (angleško tramping) ljudem z Nove Zelandije običajno pomeni pohodništvo s prenočevanjem ali daljši pohod, lahko tudi po brezpotju, treking pa je splošen izraz, ki ga poznajo povsod po svetu. Prednostno ga za večdnevna pohodna potovanja v gorata območja uporabljajo v Indiji, Pakistanu, Nepalu, Severni in Južni Ameriki, Iranu in višjih predelih Vzhodne Afrike. Pohodništvo na daljše razdalje od točke do točke, se lahko ponekod imenuje tudi thru-hiking ali backpacking (predvsem v Severni Ameriki), če gre za večdnevno pohodništvo s kampiranjem.

### Zgodovina
Pohodništvo v takšnem smislu se je začelo razvijati v 18. stoletju, ko so ljudje začeli spreminjati odnos do narave in podeželja. To sovpada z obdobjem romantike, sicer pa začetki pohodništva segajo že v čas pred tem, ko so brezdomni ljudje po svetu potovali zaradi lakote in revščine. 
Pomemben primer je Johann Gottfried Seume, ki se je leta 1801 peš odpravil iz Leipziga na Sicilijo in se po devetih mesecih vrnil v Leipzig prek Pariza.
Thomas West, škotski duhovnik, je idejo o hoji zaradi užitka populariziral v svojem vodniku po jezerski četrti leta 1778. Drug znani zgodnji predstavnik hoje za užitek je bil angleški pesnik William Wordsworth. Leta 1790 se je podal na podaljšano turnejo po Franciji, Švici in Nemčiji, potovanje, ki je bilo nato zapisano v njegovi dolgi avtobiografski pesmi Preludij (1850). Njegova slavna pesem Tintern Abbey je bila navdihnjena z obiskom doline Wye med sprehodom po Walesu leta 1798 s svojo sestro Dorothy Wordsworth. Wordsworthov prijatelj Coleridge je bil še en navdušen sprehajalec in jeseni 1799 sta se z Wordsworthom odpravila na tridnevno turnejo po jezerski četrti. John Keats, ki je pripadal naslednji generaciji romantičnih pesnikov, je junija 1818 s prijateljem Charlesom Armitageom Brownom začel na sprehod po Škotski, Irski in jezerski četrti.
Posebna vrsta pohodništva je romanje. Starodavno romanje, Camino de Santiago ali Jakobova pot, je v zadnjem času postalo vir številnih pohodniških poti na dolge razdalje. To je mreža romarskih poti, ki vodijo do svetišča apostola svetega Jakoba v [[stolnici Santiago de Compostela v Galiciji na severozahodu Španije. Mnogi sledijo njeni poti kot oblika duhovne poti ali umik za svojo duhovno rast.

### Oprema
Oprema za pohodništvo je odvisna od dolžine naše poti, ne glede na čas trajanja pa potrebujemo vsaj vodo, hrano, topografsko karto in zaščito pred dežjem. Pohodniška obutev je običajno trpežna, da nam nudi zaščito in stabilen korak. Med daljšimi pohodi med opremo ne smejo manjkati kompas (ki ga je treba znati uporabljati), sončna očala, zaščitna krema, baterijska svetilka, komplet prve pomoči, kresilo, nož in nekaj metrov tanke najlonske vrvi. V današnjem času se marsikdo poslužuje tudi GPS navigacije. Vsekakor je pomembno, da naša oprema nima prevelike teže, saj nas ta upočasni in vzame veliko energije.